# Кульженко Стефан Васильович
Кульже́нко Стефан Васи́льович (24 грудня 1836 (5 січня 1837), Баришівка, Переяславський повіт, Полтавська губернія — 16 (29) січня 1906, Київ, Київська губернія) — український друкар, книговидавець, один із найуспішніших підприємців свого часу в Україні та Російській імперії загалом. Батько видавця Василя Кульженка.

## Біографія
Народився в містечку Баришівці (тепер місто Київської області) в сім'ї з козацького роду (з 1840 року сім'я мешкала в Києві). Його батько торгував вином у Києві. Мати померла, коли хлопцю йшов   7-й рік.
Після смерті матері виховувався у родички. Близько року навчався вдома під наглядом учителя, потім його відвезли до Києва, де він жив на квартирі й спочатку два роки відвідував пансіон Полонського на Печерську, а після того вступив до 2-го класу духовного училища при Софійському соборі. Після смерті опікунки змушений був покинути училище, бо батько не мав змоги оплачувати його навчання.
У липні 1848 року, випадково потрапивши до книжкової крамниці й поспілкувавшись з її власником — угорцем І. Вальнером, став на 7 років одним із 16 учнів при його друкарні (на той час у Києві було 5 друкарень; усі учні були на повному утриманні підприємства). Виявив кмітливість і вправність, залучався як наставник до робіт у друкарні при Києво-Печерській лаврі.
1855 року, після закінчення навчання, залишився працювати у І. Вальнера. Після банкрутства останнього став машиністом у друкарні при Губернському управлінні, а потім літографом у друкарні Гаммершмідта.
Мешкаючи в будинку Гаммершмідта, опанував німецьку мову. Любив музику й спів і, щоб слухати їх, часто ходив до костелу.
1858 року став управляючим у невеликих за потужностями літографії та друкарні О. Сементовського (останній випускав альбоми малюнків і журнал «Древности и достопримечательности г. Киева»).
У жовтні 1859 року одружився з престижною київською модисткою П. Ткаченко. Вона купила будинок на розі Хрещатика і Трьохсвятительської, до якого перебрався і С. Кульженко.
Коли у власника друкарні виникли серйозні фінансові проблеми, Кульженко, щоб поліпшити своє матеріальне становище, за сприяння свого однокласника по навчанню у І. Вальнера — Буткевича — став спочатку конторником (жовтень 1862 року), а потім (1863 рік) — управляючим у друкарні родича Буткевича І. Давиденка (це була колишня друкарня І. Вальнера). Підприємство Давиденка мало найсучасніше на той час устаткування (3 типографські, 4 літографські, 2 конгревні верстати, швидкодрукарська машина), виконувало широкий асортимент замовлень.
Влітку 1864 року після від'їзду І. Давиденка до Санкт-Петербурга за пропозицією останнього Кульженко взяв його друкарню в оренду на 10 років (задля цього попередньо знайшов собі компаньйона — В. Давиденка, родича І. Давиденка, який вніс більшу частину застави за укладання договору про оренду). На отримані в кредит гроші придбав додаткове обладнання, а вже 1867 року поїхав до Німеччини і купив там нове устаткування.
1870 року, відвідавши Всеросійську виставку в Санкт-Петербурзі, придбав паровий двигун (використання таких на той час було ноу-хау для вітчизняної поліграфії), а повернувшись додому, потрапив на похорони дружини, яка раптово померла від крупу.
Восени 1871 року одружився вдруге.
1874 року, після того, як В. Давиденко, отримавши спадок, почав будувати нову друкарню, Кульженко став одноосібним орендарем друкарні І. Давиденка ще на 6 років.
1874 року в друкарні Кульженка побачили світ перекладені Михайлом Старицьким на українську мову «Казки Андерсена» з передмовою та ілюстраціями Миколи Мурашка.
Наприкінці 1875 року відкрив на Хрещатику свій перший «писчебумажный магазин», який згодом перетворився на популярну серед киян книгарню.
1876 року відвідав Париж, Відень і Берлін, де придбав нове устаткування. Повернувшись додому, відкрив фабрику конторських книг.
Навесні 1879 року придбав у Василя Тарновського ділянку землі в Києві (нині це територія будинку № 4 на вул. Євгена Чикаленка, тоді Новоєлизаветинській) за ціною 8 крб за 1 квадратний сажень (площа ділянки — 666 кв. сажнів) і почав там будівництво нової друкарні.
15 серпня 1880 року завершив будівництво друкарні (її будівля згоріла 1941 року).
1882 року вперше демонстрував продукцію своїх підприємств (конторські книги, шкіряні вироби, монограми) на Всеросійській виставці в Москві й отримав Велику срібну медаль. У 1886, 1895, 1896 роках його продукцію також відзначали срібними та золотою медалями.
1884 року відкрив стереотипне відділення друкарні. 1885 року відкрив відділення з виготовлення конвертів. 1886 року відкрив відділення з виробництва коробок. Налагодив також випуск відривних календарів.
1886 року почав друкувати щоденну газету «Киевское слово» (виходила до 1905; після закриття властями відновилася під назвою «Новый век», але 1906 року була закрита остаточно; в газеті друкувався Олександр Купрін, саме тут вперше побачили світ його «Миниатюры» і «Киевские типы»).
1886 року купив у професора анатомії Володимира Беца фототипію (на той час вона була єдина в Південно-Західному краї Російської імперії). Кульженко виконував на ній замовлення для Одеси, Харкова, Полтави, Ніжина, навіть Москви.
1897 року викупив друкарню в Київського університету.
Одним із перших в Україні застосував спосіб плоского друку — літографію.
До 1890-х років у Кульженка працювали близько 80 осіб, а вже через кілька років — понад 200. 1905 року на його підприємствах навчалося 35 учнів. До таких дій підштовхувала гостра конкуренція між друкарями в умовах всезростаючого попиту на друковану продукцію (наприкінці 19 ст. в Києві діяло 25 друкарень, причому кілька з них були найпотужнішими в Російській імперії).
Поліграфічний комплекс Кульженка об'єднував власне друкарню, дві словолитні, літографію, стереотипію, фототипію, гальванопластикову майстерню.
Будучи одним із перших, хто освоїв друк кольорових фотоілюстрацій, Кульженко на найкращому для свого часу рівні випускав найскладніші видання (наприклад, книга «Собор Святого и Равноапостольного князя Владимира в Киеве», 1898). До нього почали звертатися з престижними замовленнями, він став конкурентом друкарів Москви, С.-Петербурга, Варшави. Завдяки новим технологіям бездоганно надрукував книжку Олени Косач "Український орнамент", специфічне видання навіть на теперішній час, яке вимагало виняткової якості друку і професійності.
Не шкодував зусиль для громадських потреб. У 1898–1899 роках видрукував для Київського товариства грамотності літературу, призначену для широких верств населення (твори Тараса Шевченка, Марії Конопницької, Костянтина Станюковича). При друкарні відкрив загальноосвітню школу для дорослих. За його участю постало «Общество вспоможения рабочих печатного дела», тривалий час Кульженко був його головою. Створив при друкарні хор, в якому співав разом зі своїми робітниками (керували хором найкращі професійні диригенти Києва). Був активним членом Київського російського драматичного товариства. Разом з І. Чоколовим, Г. Фронцкевичем і К. Милевським ініціював створення і став співзасновником (1903) Художньо-ремісничої навчальної майстерні друкарської справи Міністерства торгівлі й промисловості з 3-річним курсом навчання для дітей 12–16 років, деякий час викладав там історію книговидавничої справи.
1904 року в друкарні Кульженка побачила світ збірка творів українських письменників «На вічну пам'ять Котляревському». Видав "Історію України-Руси" Михайла Грушевського
1904 року придбав на околиці Києва поряд із Пріоркою, в місцевості Кинь-Ґрусть, кілька дачних ділянок і звів там помешкання для робітників своєї друкарні. Відтоді Кінь-Ґрусть отримала другу назву — «Кульженкові Дачи» або «Дачи Кульженка». Сам Кульженко також мав там власну дачу, де займався пасічництвом, садівництвом і городництвом.
Загалом на його підприємствах було випущено у світ понад 1 тис. назв книг. Сучасні фахівці друкарської справи зазначають особливо високу якість таких із них, як «Киев теперь и прежде» (автор — М. Захарченко, 1888; видання продавалося у трьох варіантах: розкішний — 10 крб, в англійській оправі — 6 крб, елементарний — 5 крб; книжка перевидається дотепер), «Собор св. Владимира в Киеве» (автор — І. Александровський; містить 42 великі фототипії та 105 фотоцинкографій у тексті; 1898), «История искусств» (автор — С. Байє; містить 350 ілюстрацій і 30 фототипічних таблиць; 1902), «Старожитності Наддніпрянщини» (автори — Богдан і Варвара Ханенки, 1899–1907). У друкарнях Кульженка випустили популярні свого часу альбоми видів Києва, Одеси, Житомира, Парижа, «Альбом художника Саврасова», «Альбом Киевской сельсько-хозяйственной и промышленной выставки 1896 года», «Иллюстрированный сборник Киевского литературно-артистического общества», вийшли друком твори Тараса Шевченка, Івана Нечуя-Левицького, Олени Пчілки, збірка перлин української поезії «Квіточка», антологія «Вік», декламатор «Розвага» тощо, брошура Тадея Рильського «Про херсонські заробітки, коли і як їх шукати, і що коштує туди дібратися по залізній дорозі або пароплавом». На його підприємствах, окрім «Киевского слова», друкували часописи «Заря» і «Киевская газета», кілька журналів (зокрема, «Земледелие», «Инженер», «Епархиальные ведомости», «Известия Политехнического института», «Журнал Церковно-приходской школы»).
Останні роки життя хворів, фактично передавши управління своїми друкарнями старшому синові Василеві (1904 року Василь під псевдонімом В. С. Васильєв видав книгу про свого батька, вона містить багато особистих спогадів Кульженка).

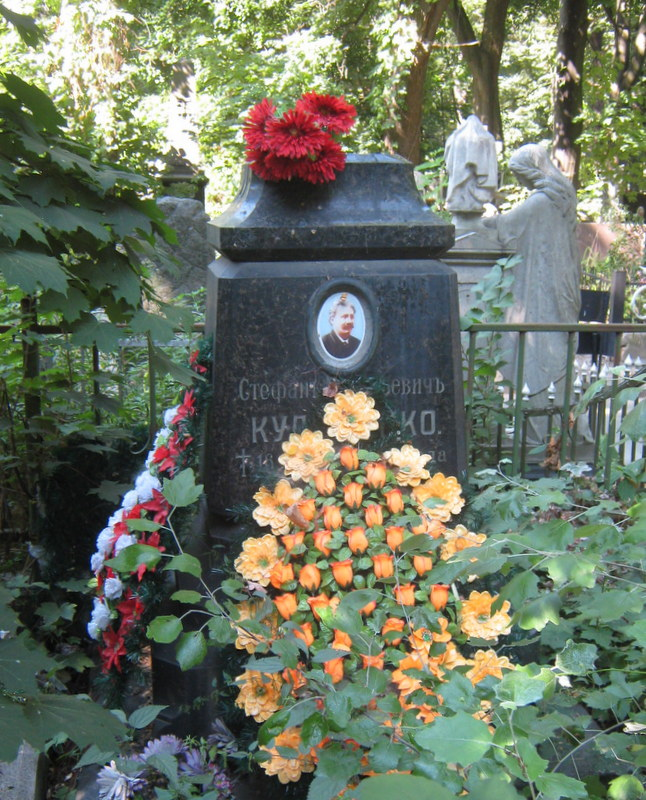
Могила Стефана Кульженка

Помер 16 (29 січня) 1906 року. Похований на старому Байковому цвинтарі.
Потрапив до списку 300 найуспішніших підприємців імперії, наведеному в ювілейному альбомі, який видали до 300-річчя царствування дому Романових.

## Родина
Мав 4 синів.
Син Василь спочатку завідував фототипією, а після смерті батька успадкував друкарське підприємство. Його дружина Поліна Аркадіївна працювала у Музеї західноєвропейського мистецтва. Під час німецької окупації її змусили супроводжувати до Німеччини колекцію музею, за що згодом вона була репресована радянською владою.
Син Сергій завідував батьковим магазином на Хрещатику, Олексій працював лікарем у лікарні Покровського монастиря, Михайло — присяжним повіреним.
Невістка, Мусатова-Кульженко Єлизавета Іванівна, — співачка та педагог, в еміграції — професорка Афінської консерваторії.

## Ювілеї та пам'ятні дати
5 січня 2017 року на державному рівні в Україні відзначався ювілей — 180 років з дня народження Стефана Кульженка (1837—1906), друкаря і видавця, підприємця.